# Royal Numismatic Society
A Royal Numismatic Society (em português:  Sociedade Real Numismática) é uma sociedade científica e caridade sediada em Londres, no Reino Unido, que promove pesquisas em todas as áreas da numismática.
A Sociedade foi fundada em 1836 sob o nome de Numismatic Society of London (em português:  Sociedade Numismática de Londres), tendo recebido o título atual de Eduardo VII por carta régia em 1904. Membros da sociedade, tanto pesquisadores profissionais quanto colecionadores amadores, devem ser eleitos pelo conselho da mesma. A Sociedade publica anualmente o periódico Numismatic Chronicle (em português:  Crônica Numismática), além de publicações especiais ao longo do ano. A história da sociedade foi publicada em diversas edições da Crônica por R. A. Carson entre 1975 e 1978. A quinta e última publicação foi publicada como parte das comemorações do 150º aniversário da Sociedade em 1986, e o texto completo foi publicado como o livro A History of the Royal Numismatic Society, 1936-1986; e mais tarde disponibilizado gratuitamente por download digital.